# Jamie Oldaker

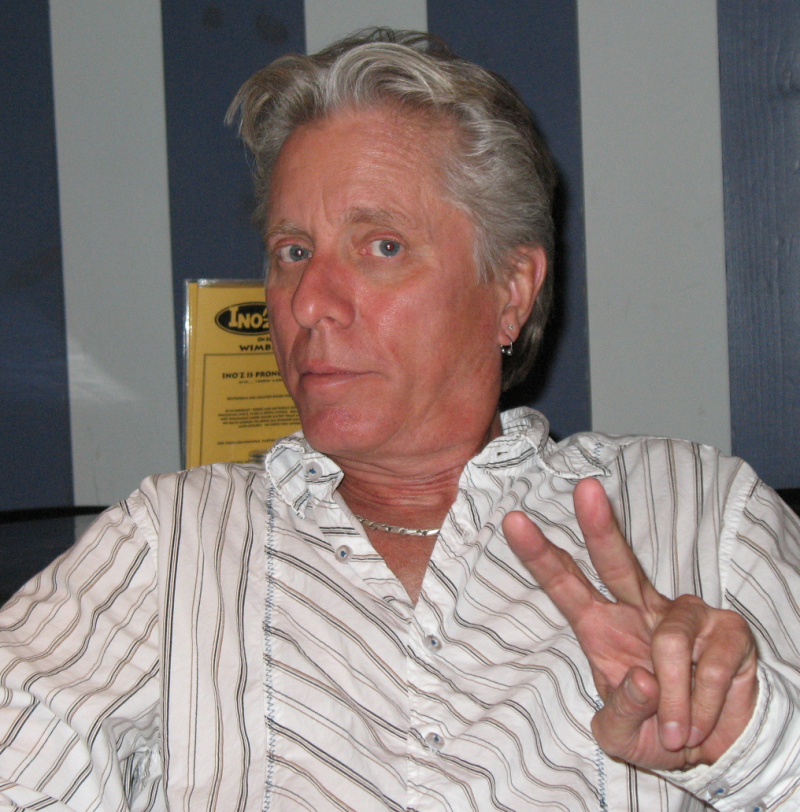
Jamie Oldaker (2006)

Jamie Oldaker (* 5. September 1951 in Tulsa, Oklahoma; † 16. Juli 2020) war ein US-amerikanischer Schlagzeuger und Percussionist.

## Leben
Oldaker begann im Alter von neun Jahren mit dem Schlagzeugspiel, sein großes Vorbild war Gene Krupa. Während seiner schulischen Ausbildung an der High School spielte er bereits regelmäßig auf Konzerten rund um seine Heimatstadt Tulsa. Zwischen 1971 und 1973 war Oldaker Mitglied der Bob Segers The Silver Bullet Band. 1974 trat er Eric Claptons Studio- und Tourband bei und blieb bis zur Auflösung der Band 1979. Die Verbindung mit Clapton riss jedoch nicht ab, und so war Oldaker zwischen 1983 und 1986 wieder für ihn tätig. Neben Clapton spielte Oldaker unter anderem mit Ace Frehley, den Bellamy Brothers, den Bee Gees, Peter Frampton, Stephen Stills und Leon Russell.
Er war neben Steve Ripley eines der Gründungsmitglieder der Country-Rock-Band The Tractors, die in den 1990er Jahren sehr erfolgreich in den Vereinigten Staaten waren; das Debütalbum wurde mit Doppel-Platin ausgezeichnet und mehrere Singles konnten sich in den Hot-Country-Songs-Charts platzieren. Im August 2005 veröffentlichte Oldaker sein Album Mad Dogs & Okies. Er konnte als Gastmusiker Eric Clapton, Vince Gill, J. J. Cale, Willie Nelson und Bonnie Bramlett gewinnen.

## Diskografie (Auszug)
- 1973: Back in ’72 – Bob Seger
- 1974: 461 Ocean Boulevard – Eric Clapton
- 1974: Magicians Holiday – The Gap Band
- 1974: Stop All That Jazz – Leon Russell
- 1974: Burglar – Freddie King
- 1975: E. C. Was Here – Eric Clapton
- 1975: There’s One in Every Crowd – Eric Clapton
- 1977: Slowhand – Eric Clapton
- 1977: 1934–1976 – Freddie King
- 1978: Backless – Eric Clapton
- 1979: Where I Should Be – Peter Frampton
- 1980: Rise Up – Peter Frampton
- 1980: Framed – Asleep at the Wheel
- 1982: Marcella – Marcy Levy
- 1985: Behind the Sun – Eric Clapton
- 1988: Second Sighting – Frehley’s Comet
- 1991: 24 Nights – Eric Clapton
- 1994: The Tractors – The Tractors
- 1995: Have Yourself a Tractors Christmas – The Tractors
- 1995: Frampton Comes Alive II – Peter Frampton
- 1998: Farmers in a Changing World – The Tractors
- 2005: Mad Dogs and Okies – Jamie Oldaker